# فيليتز
كان الفيلَيْتز (باللاتينية: Velites) فئة من الجنود المشاة في جيش الجمهورية الرومانية الأول. سُلِّح الفيلتز ليكونوا مشاةً خفيفين ومقاتلي مناوشة بعددٍ من الحراب الخفيفة التي تدعى بيلوم ليلقوها على الأعداء عند بدء المعركة، إضافةً إلى سيوف قصيرةٍ للطَّعن تدعى غلاديوس لاستعمالها عند الحاجة للاشتباك القريب. كان هؤلاء هم الجنود الأكثر فقراً والأقل عمراً وخبرةً في الجيش الروماني بأكمله، ولذا فإنَّهم لم يرتدوا أيَّ دروعٍ تقريباً ولم يستطيعوا شراء معدَّات تُذكَر. إلا أنَّهم حملوا تروساً خشبية صغيرة للحماية، وارتدوا أغطية رأسٍ مصنوعة من جلود الذئاب، كان الغرض منها أن يتمكَّن الضباط من تمييزهم عن فئات الجنود الأخرى.
لم تكن هناك وحداتٌ مستقلِّة في الجيش مكوَّنة من الفيليتز وحدهم، إنَّما قسِّموا إلى مجموعات صغيرة ترتبط بوحدات المقاتلين الآخرين في الفيلق، وهم الهاستاتي والبرينسايبس والترياري. فقد كان يستعمل الفيليتز عادةً كقوة استهلالٍ تبدأ المعركة وتناوش الأعداء وتُشَتِّت صفوفَهم بإلقاء وابلٍ من الحراب اتجاههم، ليغطوا بذلك تقدم مشاة الرومان الأثقل تسليحاً من الهاستاتي. كما وقد كانوا عادةً المسؤولين عن الاشتباك مع الفيلة الحربية والعجلات، إذ سمَحت لهم مرونة حركتهم وأسحلتهم بعيدة المدى بأن يكونوا أكثر فعَّالية بكثير ضدَّ هذه الوحدات من المشاة العاديين. تم إلغاء تشكيل الفيليتز إلى جانب جميع التقسيمات الطبقية الأخرى للجيش بعد إصلاحات غايوس ماريوس سنة 107 ق م.

## العتاد والتنظيم
كان الفيليتز هم الجنود الأصغر عمراً وعادةً الأتقع فقراً في أي فيلق روماني، ومن النادر لذلك أن يستطيعوا توفير عتادٍ يذكر للمعركة. كانوا يُسلَّحون بحراب الهاستا الخفيفة، التي صُمِّمَت أطرافها مُصمَّمة كي لا تنحني عند الاصطدام بهدفها، بحيث تنغرز جيداً ويُصبِح من الصَّعب إلقاؤها مجدداً نحوهم، وهي شبيهة إلى حدٍّ ما برماح بيلوم الثقيلة التي حملها جنود الفيلق الآخرون. كما وقد حملوا كسلاحٍ احتياطي سيوف غلاديوس، وهي سيوفٌ قصيرة لا يتعدى طولها 75 سنتيمتراً، ليستعملوها في حال اضطروا للاشتباك من على مدى قريبٍ مع العدو، إضافةً إلى تروس دائرية صغيرة بقطر 90 سنتيمتراً للحماية. كان الفيليتز يقاتلون في تشكيلاتٍ ضعيفة سيّئة التنظيم، مثلهم مثل قوات الاحتياط والمجموعات غير النظامية الأخرى في الجيش.
عند السير إلى المعركة، كان ينقسم الفيليتز إلى مجموعات صغيرة، ترتبط بجميع وحدات الهاستاتي والبرينسايبس والترياري في الفيلق. كانوا عادةً يجتمعون معاً في مقدّمة الفيلق عند بدء المعركة، ليناشوا الأعداء برمي وابلٍ من حراب الهاستا القصيرة، ثم يسرعون بالتراجع للوراء للسَّماح للمشاة الثقيلين من الهاستاتي ببدء الاشتباك القريب مع العدو. كانت الوظيفة الرئيسية للفيليتز في المعركة هي تغطية تقدُّم الهاستاتي، الذين كانوا مسلَّحين بالسيوف والرِّماح ليستطيعوا اختراق صفوف العدو.